# A League of Their Own
A League of Their Own (bra: Uma Equipe Muito Especial; prt: Liga de Mulheres) é um filme norte-americano de 1992, do gênero comédia dramática, que conta um relato ficcional da Liga Americana de Beisebol Profissional Totalmente Feminino (AAGPBL). Dirigido por Penny Marshall, o filme estrela Geena Davis, Lori Petty, Tom Hanks, Madonna e Rosie O'Donnell. O roteiro foi escrito por Lowell Ganz e Babaloo Mandel baseado numa história de Kim Wilson e Kelly Candaele.

## Enredo
O filme abre com uma idosa e viúva Dottie Hinson relutantemente comparecendo à inauguração da Liga Americana de Beisebol Profissional Totalmente Feminino (All-American Girls Professional Baseball League (AAGPBL)) no Hall da Fama do Beisebol (Baseball Hall of Fame) em Cooperstown, Nova York. Dottie foi, há muito tempo, uma das maiores jogadoras da liga mas, embora ela amasse o beiseboll, ela nunca o considerou uma parte importante de sua vida. Logo após sua chegada ao Estádio Doubleday, em Cooperstown, Dottie se reúne com ex-colegas de time e amigas. Isto gera um flashback de como a liga começou em 1943.
Quando a Segunda Guerra Mundial ameaça fechar a Primeira Divisão da Liga de Beisebol (Major League Baseball), o magnata produtor de doces Walter Harvey (Garry Marshall) decide criar uma liga de mulheres para ganhar dinheiro. Ira Lowenstein (David Strathairn) fica encarregado das relações públicas e o olheiro Ernie Capadino (Jon Lovitz) é enviado para recrutar jogadoras.
Capadino gosta do que vê na defensora Dottie Hinson (Geena Davis). Ela é uma incrível batedora e "meio que uma boneca" provável de atrair fãs masculinos. Ele oferece a ela um teste, mas ela é casada e está satisfeita com o que tem, trabalhando numa leiteria e na fazenda da família no estado do Oregon enquanto seu marido está lutando na guerra. Ele não fica tão impressionado com sua irmã mais nova, a lançadora Kit Keller (Lori Petty), que adora o jogo fervorosamente mas é ofuscada por Dottie. Ele finalmente deixa ela vir junto quando ela convence Dottie a tentar por causa dela. Ao longo do caminho, ele também examina Marla Hooch (Megan Cavanagh), uma ótima e forte batedora bidestra. Porém, o bruto olheiro acha-a muito feia e a rejeita. Dottie e Kit se recusam a continuar sem ela, forçando Ernie a ceder relutantemente.
Quando o trio chega nos testes em Chicago, eles encontram outras esperançosas de todo o país. Incluindo a fanfarrona e terceira defensora Doris Murphy (Rosie O'Donnell) e sua melhor amiga, a meia-campista Mae 'Topa Tudo' Mordabito (Madonna), duas duronas de Nova York. Durante os testes eles também encontram a lateral-direito de fala-mansa Evelyn Gardner, a analfabeta e tímida lateral-esquerdo Shirley Baker, e a lançadora e ex-Miss Georgia Ellen Sue Gotlander. Elas são escolhidas com 9 outras para formar o Rockford Peaches, enquanto outras 48 são divididas entre o Racine Belles, o Kenosha Comets, e o South Bend Blue Sox. O Peaches é dirigido pelo alcoólico e grande ex-jogador de beisebol Jimmy Dugan (Tom Hanks). Jimmy inicialmente trata a coisa toda como uma piada, deixando a administração com Dottie. Porém, ele assume o comando quando discute com Dottie sobre deixar ou não a melhor batedora, Marla, rebater longe, e sua decisão prova que ele é um técnico melhor do que aparentava ser. Enquanto isso, as jogadoras têm que frequentar aulas obrigatórias de etiqueta para manterem uma imagem de lady, embora também sejam obrigadas a usarem saias muito curtas (para os padrões dos anos 40) como parte de seus uniformes.
A liga chama pouca atenção no começo. Lowenstein diz ao Peaches que as coisas estão tão ruins que os donos estão revendo se vão manter a liga após a temporada de 1943. Com a presença de um fotógtrafo da revista LIFE, ele pede a elas que façam algo espetacular. Dottie obedece ao pegar uma bola arremeçada por cima do placar fazendo um espacate. A foto vira capa da revista. Jimmy fica (previsivelmente) enojado, enquanto o técnico e a defensora adversários ficam boquiabertos. Mais e mais pessoas começam a ir aos jogos e a liga se torna um sucesso.
A rivalidade entre as irmãs Dottie e Kit se intensifica com o progredir da temporada: Kit tem um enorme complexo de inferioridade por Dottie ser melhor jogadora, melhor batedora, e como um todo ser uma mulher mais bonita. Depois que Kit fica descontente por Dottie apoiar Jimmy quando ele a substiui por uma lançadora reserva, Dottie diz a Lowenstein que está pensando em desistir pois não quer ser culpada pela amarga infelicidade de sua irmã. Lowenstein, que havia divulgado a fotogênica Dottie como " A Rainha dos Diamantes", negocia Kit com o time Racine. Kit, enfurecida, culpa sua irmã por ter sido negociada.
Antes do início de um jogo crucial para a temporada da  primeira divisão, um mensageiro entrega um telegrama para a jogadora do Peaches Betty 'Espaguete' Horn o qual informava que seu marido George havia sido morto em combate na Guerra do Pacífico; na mesma noite, depois de um colapso emocional, Bob (Bill Pullman), o marido de  Dottie chega na pensão do time.  Ele foi honrosamente dispensado do serviço depois de ter sido ferido durante uma emboscada na Itália. Na manhã seguinte, enquanto organiza suas jogadoras para a prática de rebatida, Jimmy fica chocado ao descobrir que Dottie vai parar de jogar agora que Bob retornou e que eles vão dirigir de volta ao Oregon. Ele diz a ela que ela é uma da estrelas do jogo, e que se ela for embora e desistir assim ela se arrependerá pelo resto de sua vida.
O time segue em frente sem Dottie até o jogo final do campeonato, onde ela aparece completamente uniformiza para jogar um último jogo contra o time da sua irmã - o rival de longa data do Peaches, o Racine Belles. No momento mais alto da nona entrada, Dottie rebate o lançamento da Kit por cima da sua cabeça, marcando dois runs para o Rockford, fazendo Kit entrar em pânico por ter desapontado seu time. Kit se prepara para rebater com seu time perdendo feio a partida. Embora Dottie aconselhe o lançador sobre a fraqueza de Kit com bolas altas e rápidas, Kit rebate a bola para fora do campo e dá a volta nas bases, ignorando o sinal de pare do juiz da terceira base. Dottie pega a bola e bloqueia a base principal (home plate), mas Kit vai bruscamente de encontro a ela. Ela deixa a bola cair e Kit marca a volta da vitória, alcançando, finalmente, o respeito e adoração que almejou durante toda sua vida. Depois do término do jogo, Dottie confronta sua irmã, e ela e Kit se reconciliam antes de Dottie partir com Bob de volta à fazenda e formar uma família.
O filme retorna ao dia  presente. Dottie e Kit, que não se viam há algum tempo, se reencontram, junto com diversas outras ex-jogadoras, na abertura da seção feminina do Hall da Fama do Beisebol (Baseball Hall of Fame) onde elas tiram uma foto do time original do Rockford Peaches de 1943. Muitas das idosas mostradas na cena final eram de fato jogadoras da AAGPBL.

## Elenco

### Rockford Peaches
- Tom Hanks - Jimmy Dugan (técnico)
- Geena Davis - Dottie Hinson (#8, defensora)
- Lori Petty - Kit Keller (#23, lançadora)
- Anne Ramsay - Helen Haley (#15, primeira base)
- Megan Cavanagh - Marla Hooch (#32, segunda base)
- Rosie O'Donnell - Doris Murphy (#22, terceira base)
- Freddie Simpson - Ellen Sue Gotlander (#1, lançadora)
- Tracy Reiner - Betty "Espaguete" Horn (#7, lateral-esquerdo/lançadora reserva)
- Madonna -  Mae "Topa Tudo" Mordabito "(#5, meio-campista)
- Bitty Schram - Evelyn Gardner (#17, lateral-direito)
- Renée Coleman (mencionada nos créditos como Renee Coleman) - Alice "Skeeter" Gaspers (#18, lateral-esquerdo/meio-campista/defensora)
- Ann Cusack - Shirley Baker (#11, lateral-esquerdo)
- Robin Knight - 'Beans' Babbitt (shortstop)
- Patti Pelton - Marbleann Wilkinson (segunda base)
- Kelli Simpkins - Beverly Dixon (#4, outfield)

### Outros
- Jon Lovitz - Ernie Capadino, olheiro da AAGPBL
- David Strathairn - Ira Lowenstein, gerente geral da AAGPBL
- Garry Marshall - Walter Harvey, dono da fábrica de doces e fundador da AAGPBL
- Julie Croteau - Helen Haley (dublê de beisebol da Anne Ramsay)
- Bill Pullman - Bob Hinson, marido da Dottie
- Janet Jones - lançador do Racine
- Téa Leoni - primeira base do Racine
- Don S. Davis - Charlie Collins, técnico do Racine Belles
- Eddie Jones - Dave Hooch, pai da Marla
- Justin Scheller - Stillwell, filho irritante da Evelyn Gardner
- Mark Holton - Stillwell adulto.  Ele comparece á reunião do Peaches no Hall da Fama do Beisebol em nome de sua mãe que havia falecido
- Pauline Brailsford - Senhorita Cuthburt, professora do Rockford Peaches
- Laurel Cronin - Maida Gillespie
- David Lander - comentarista esportivo do Racine Belles
- Eddie Mekka - O cara da Mae no Bar
- Robert Stanton - mensageiro da Western Union

## Produção
O estádio da Liga, localizado em Huntingburg, Indiana, serviu como campo do served as the home field for the Rockford Peaches. Diversas outras cenas de jogo foram filmadas no campo Bosse em Evansville, Indiana, o terceiro estádio de beisebol mais antigo dos Estados Unidos e o mais antigo estádio de beisebol de segunda divisão; ele serviu como estádio do Racine Belles. As cenas que ocorreram no estádio ficcional de Harvey foram filmadas no estádio Wrigley en Chicago, Illinois. Assim como seu personagem no filme, o dono do Chicago Cubs, P.K. Wrigley era o patrocinador original da liga.
Outras cenas do filme foram filmadas na área de Chicago, incluindo o convite de Walter Harvey a Jimmy Dugan para treinar o Peaches, o qual foi filmado no parque Cantigny em Wheaton, IL.  A mansão da cena pertencia, antigamente, a Robert McCormick, editor do jornal Chicago Tribune.
A casa Soaper-Esser (construída entre 1884-1887), onde as garotas viviam, é localizada na rua North Main 612 em Henderson, Kentucky, e é um patrimônio histórico. As cenas de bar foram filmadas na Taverna Hornville  em Evansville, Indiana e no clube Fitzgerald's em Berwyn, Illinois. Todas as cenas no trem e nas estações de trem foram filmadas no Museu Ferroviário de Illinois em Union, Illinois.  O trem Nebraska Zephyr, agora parte da coleção do museu, foi um grande destaque.
Madonna ("This Used to Be My Playground") e Carole King ("Now and Forever") contribuíram com músicas para o filme, porém a canção de Madonna não foi incluída na trilha sonora original do filme. O clipe da música foi incluso na edição especial do DVD, lançada em  2002.

## Cenas cortadas
De acordo com os extras do DVD, narrados por Penny Marshall, muitas cenas tiveram que ser cortadas do filme devido à sua longa duração, cerca de duas horas e meia. De acordo com Marshall, os cortes resultaram em  sub-enredos inteiros sendo tirados do filme. Entre os cortes estavam:
- Originalmente, o filme começaria em 1943 com Walter Harvey e os outros donos de times de beisebol se reunindo na mansão de Harvey em Chicago para discutir como solucionar a situação do beisebol com a Segunda Guerra Mundial se espalhando. Uma vez decidido encerrar o filme com as ex-jogadoras se reunindo em Cooperstown, Nova York em 1988, a cena foi relegada a uma breve imagem de um noticiário o qual gerou o flashback de 1943 de Dottie e que explicava ao público o possível fechamento da liga de beisebol de primeira divisão com a chegada da guerra.
- O personagem de Jon Lovitz, Ernie Capadino, originalmente tinha um papel mais importante no começo do filme, mas muitas de suas cenas foram cortadas devido a questão do tempo. Duas cenas que foram cortadas eram uma cena no vagão sala de jantar do trem indo para Chicago no qual Capadino fica enojado com o enorme apetite de Marla Hooch, e uma cena no estádio Harvey  a qual mostrava Capadino comicamente explicando a Dottie, Kit, e Marla como ele começou no beisebol e como conheceu Babe Ruth.
- Muitas cenas curtas que revelavam o passado das jogadoras foram cortadas. Entre elas estava uma cena antes do primeiro jogo na qual Marla recebe um pacote do seu pai, que gastou o salário de toda uma semana para comprar uma luva nova para ela. Outra cena cortada mostra ela, mais tarde, enviando o dinheiro de volta para ele. Uma cena envolvendo Mae Mordabito explicando a Doris Murphy que ela queria que sua mãe pudesse vê-la jogar termina com Doris perguntando a quantos meses a mãe dela ainda tem antes de ser solta (subentende-se que a mãe de Mae é prostituta). Havia, também, uma cena na qual Ellen Sue Gotlander descrevia seu passado de rainha da beleza e como seu talento especial era fazer malabarimso com bastões de fogo.
- Um sub-enrendo principal do filme girava em torno de uma atração entre Dottie Hinson e Jimmy Dugan. Em certo ponto do filme, Jimmy e Dottie dão um beijo apaixonado do qual Dottie mais tarde se arrepende. Isto seria seguido de uma cena na qual Dottie decide deixar a liga sugerindo a Ira Lowenstein que a troque por outro time (Lowenstein supõe ser a tensão entre Dottie e Kit a razão de Dottie querer sair), eventualmente levando Kit a ser trocada para o Racine Belles. Marshall, todavia, achou que o sub-enrendo destoava do filme e além disso parecia não combinar com o personagem de Dottie e com a época do filme. Ela decidiu cortar todas as cenas que insinuavam uma atração entre Dottie e Jimmy (tudo que foi mostrado foi respeito mútuo entre os personagens por suas habilidades em jogar beisebol). Do mesmo modo, a cena envolvendo Dottie querendo deixar a liga foi reeditada de forma a indicar que era a tensão com sua irmã Kit que causou seu desejo de desistir.
- Mais adiante no filme, Marla Hooch é mostrada voltando à liga após sua lua de mel, agora como membro do Racine Belles. Esta sequência vinha depois da cena na qual  Betty "Espaguete" Horn descobre que seu marido foi morto em combate. Enquanto algumas das garotas dão boas vindas a ela, Marla conta a elas que está grávida mas para não revelarem aos oficiais da liga pois eles a demitirão. As garotas prometem a Marla que não irão deslizar na segunda base para proteger seu abdômen. Mais tarde, enquanto Dottie está na primeira base ela entra numa discussão com Jimmy, sobre o beijo que eles deram, no último sub-enrendo deletado. Dottie está tão distraída que ignora o sinal para não deslizar na segunda base da jogadora da terceira base, Evelyn Gardner. Quando a bola é rebatida Dottie chega à segunda base deslizando, atingindo Marla no abdômen, fazendo com que esta seja levada ao hospital (toda esta cena inteira foi cortada do filme). Uma perturbada Dottie é mostrada na cena subsequente chorando em seu quarto (ela descobre que Marla está bem mas continua se sentindo culpada) sendo interrompida por seu marido que retornou para casa da frente europeia (esta cena permaneceu no filme). Marshall reeditou toda a sequência de modo a mostrar todo o sofrimento de Dottie causado pelo medo de perder seu marido como Betty perdeu, ao invés da culpa de ter deslizado de encontro a Marla.

## Bilheteria
O filme foi lançado em 1 de julho de 1992, e se tornou número 1 em sua segunda semana (de 10–12 de julho).  Foi um sucesso comercial, faturando $107 milhões nos Estados Unidos com um orçamento de  $40 milhões (e um adicional de $25 milhões em todo o mundo), e foi bem-recebido pela crítica.
A declaração de Jimmy Dugan, "Está chorando?  Sem choro! Não há choro no beisebol!!" ("Are you crying? There's no crying! There's no crying in baseball!") ficou na 54ª posição na lista das melhores frases de filme de todos os tempos do Instituto Americano de Filmes.

## Série de televisão
Uma série de televisão baseada no filme foi ao ar na rede de televisão CBS em abril de 1993, com Garry Marshall, Megan Cavanagh, Tracy Reiner, e Jon Lovitz revivendo seus personagens. A série foi cancelada pouco tempo depois.